# Władcy Leónu

Herb władców Leónu

## Dynastia Asturyjska
| #   | Imię                |          | Lata życia   | Lata życia                         | Czas rządów | Czas rządów | Rodzice                         |
| #   | Imię                | Urodzony | Zmarł        | Od                                 | Do          |             | Rodzice                         |
| --- | ------------------- | -------- | ------------ | ---------------------------------- | ----------- | ----------- | ------------------------------- |
| 1   | García I            |          | ok. 870      | 914 Zamora                         | 910         | 914         | Alfons III Wielki Jimena        |
| 2   | Ordoño II           |          | ok. 871 León | czerwiec 924                       | 914         | 924         | Alfons III Wielki Jimena        |
| 3   | Fruela II Trędowaty |          | ok. 874      | 925                                | 924         | 925         | Alfons III Wielki Jimena        |
| 4   | Alfonso Froilaz     |          | ?            | ok. 932                            | 925         | 926         | Fruela II Nunilo Jimena (?)     |
| 5   | Alfons IV Mnich     |          | ok. 899      | sierpień 933 León                  | 926         | 931         | Ordono II Elvira Menéndez       |
| 6   | Ramiro II Wielki    |          | ok. 898      | styczeń 951                        | 931         | 951         | Ordono II Elvira Menéndez       |
| 7   | Ordoño III          |          | ok. 925      | 956 Zamora                         | 951         | 956         | Ramiro II Adosinda              |
| 8   | Sancho I Gruby      |          | ok. 935      | 15 listopada/19 grudnia 966        | 956         | 958         | Ramiro II Urraka                |
| 9   | Ordoño IV Nikczemny |          | ok. 925      | 962 lub 963 Kordoba                | 958         | 960         | Alfons IV Mnich Onnega          |
| (8) | Sancho I Gruby      |          | ok. 935      | 15 listopada/19 grudnia 966        | 960         | 966         | Ramiro II Urraka                |
| 10  | Ramiro III          |          | 961          | 26 czerwca 985 Destriana           | 966         | 985         | Sancho I Gruby Teresa Fernandez |
| 11  | Bermudo II          |          | 948/953      | wrzesień 999 Villanueva del Bierzo | 985         | 999         | Ordono III Urraka Fernández     |
| 12  | Alfons V            |          | ok. 994      | 7 sierpnia 1028 Viseu              | 999         | 1028        | Bermudo II Elvira               |
| 13  | Bermudo III         |          | 1017         | 4 września 1037 Tamarón            | 1028        | 1037        | Alfons V Elvira Mendes          |

## Dynastia Jimenez
| #    | Imię               |          | Lata życia           | Lata życia                 | Czas rządów | Czas rządów | Rodzice                                |
| #    | Imię               | Urodzony | Zmarł                | Od                         | Do          |             | Rodzice                                |
| ---- | ------------------ | -------- | -------------------- | -------------------------- | ----------- | ----------- | -------------------------------------- |
| 14   | Ferdynand I Wielki |          | ok. 1016             | 27 grudnia 1065            | 1037–1065   | 1065        | Sancho III Wielki Muniadona z Kastylii |
| 15   | Alfons VI Mężny    |          | 1040/1               | 1 lipca 1109 Toledo        | 1065        | 1072        | Ferdynand I Wielki Sancha I            |
| 16   | Sancho II Mocny    |          | 1038 lub 1039 Zamora | 7 października 1072 Zamora | 1072        | 1072        | Ferdynand I Wielki Sancha I            |
| (15) | Alfons VI Mężny    |          | 1040/1               | 1 lipca 1109 Toledo        | 1072        | 1109        | Ferdynand I Wielki Sancha I            |
| 17   | Urraka I           |          | 24 czerwca 1081 León | 8 marca 1126 Saldaña       | 1109        | 1126        | Alfons VI Mężny Konstancja             |

## Dynastia Burgundzka
| #  | Imię             |          | Lata życia                  | Lata życia                   | Czas rządów | Czas rządów | Rodzice                                                                                          |
| #  | Imię             | Urodzony | Zmarł                       | Od                           | Do          |             | Rodzice                                                                                          |
| -- | ---------------- | -------- | --------------------------- | ---------------------------- | ----------- | ----------- | ------------------------------------------------------------------------------------------------ |
| 18 | Alfons VII Dobry |          | 1 marca 1105 Caldas de Reis | 21 sierpnia 1157 Santa Elena | 1126        | 1157        | Rajmund Burgundzki Urraka I                                                                      |
| 19 | Ferdynand II     |          | 1137                        | 22 stycznia 1188 Zamora      | 1157        | 1188        | Alfons VII Dobry Berengaria                                                                      |
| 20 | Alfons IX        |          | 15 sierpnia 1171 Zamora     | 24 września 1230 Sarria      | 1188        | 1230        | Ferdynand II (1137–1188), król Leonu Urraka (1151–1188), c. Alfonsa I Zdobywcy, króla Portugalii |

Od 1230 r. unia Leonu z królestwem Kastylii.